# Tachytrechus excisicornis
Tachytrechus excisicornis är en tvåvingeart som först beskrevs av Octave Parent 1930.  Tachytrechus excisicornis ingår i släktet Tachytrechus och familjen styltflugor. Inga underarter finns listade i Catalogue of Life.